# Katalytisk avgasrening

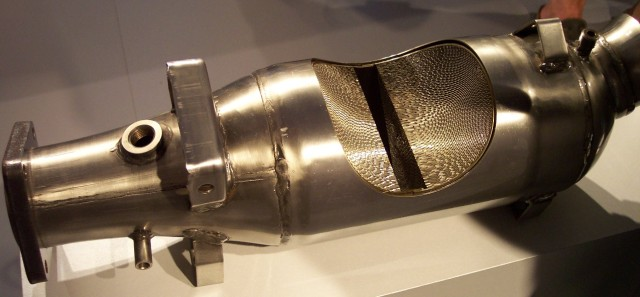
Genomskärningsbild av katalysator.

Katalytisk avgasrening är en metod att rena avgaserna som uppstår vid förbränning, exempelvis i en förbränningsmotor, med en eller flera katalysatorer. Avgaserna passerar en behållare, i vilken det finns plattor som ytbelagts med ett eller flera ämnen med speciella egenskaper, varvid kemiska reaktioner startar. För avgasrening på vanliga personbilar med bensinmotorer används så kallade trevägskatalysatorer, med förmåga att reducera halterna av kolväten, kolmonoxid och kväveoxider. På lastbilar, bussar och personbilar med dieselmotor används så kallade oxidationskatalysatorer.

## Funktion
Genom att använda ett ämne som med sin blotta närvaro startar vissa kemiska reaktioner, en katalysator, fungerar denna avgasreningsmetod vid lägre temperaturer jämfört med termisk avgasrening.
De kemiska processerna i den katalytiska avgasrenaren (benämns populärt enbart katalysatorn) och avgasreningens effektivitet är beroende av andelen oanvänt syre i avgaserna. För att maximera reningseffekten tillämpas lambda-reglering: En lambdasond mäter halten av syre i avgaserna, vilket återkopplas till motorns bränsleinsprutningssystem som regleras på ett sådant sätt att optimal avgasrening erhålles. Koloxid och kolväten, CO och HC omvandlas till CO2 och H2O. I dieselbilar sönderdelas kvävedioxid N2O till kväve N och syre O.
Katalysatorrenaren behöver en temperatur på dryga 600 °C för att fungera, och startförloppet kan snabbas upp med eluppvärmning av renaren, eller genom tillfälligt reglera förbränningen så att avgastemperaturen ökar. Den typ av katalysator som används för personbilar med bensinmotorer är platina eller en kombination av palladium och rodium. Dessa metallers katalytiska förmåga minskar i närvaron av bly, varför införandet av katalytisk avgasrening i bilar var en bidragande orsak till att man helt gick över till blyfri bensin. Vid jämn fart renas ca 99% av alla miljöskadliga gaser, kvar i avgaserna finns huvudsakligen koldioxid och vattenånga.

## Historik
En stor drivkraft till att denna teknik utvecklades var att Kalifornien införde avgaskrav på bilar under 1960- och 70-talen för att motverka smog. På 70-talet användes oxidationskatalysatorer som endast minskar utsläppen av kolväten och kolmonoxid. Denna katalysatortyp används idag bara för dieselmotorer. 1976 presenterade Volvo metoden att optimera reningen med lambdasond och trevägskatalysator. Från och med 1989 blev det obligatoriskt med katalytisk avgasrening på bensindrivna personbilar i Sverige.